# Чернов, Иван Иванович (спортсмен)
Ива́н Ива́нович Черно́в (род. 19 июня 1960, Альметьевск, Татарская АССР, СССР) — советский спортсмен, чемпион мира по спортивной акробатике. Заслуженный мастер спорта СССР (1991).

## Биография
Спортом начал заниматься в ДЮСШ НГДУ «Альметьевнефть», где тренировался у Владимира Кудряшова. Мужская четвёрка в составе Чернова, А. Каюмова, Ю. Колесникова и А. Абдуллова входила в состав сборной РСФСР, ДСО «Труд», принимала участие в открытии московской Олимпиады в 1980 году. В дальнейшем Иван Чернов и Альберт Абдуллов перебрались в Тольятти, где их тренером стал Виталий Гройсман.

## Достижения
В 1986 году впервые стал чемпионом СССР, повторив успех в 1987, 1988 и 1990 годах. В 1989 году завоевал кубок СССР.
На чемпионате Европы 1987 года в составе четвёрки вместе с В. Амбролидзе, А. Абдуловым, И. Якушовым завоевал серебро в многоборье, бронзу в балансовых и динамических упражнениях. На проходившем в том же году в Батон-Руже Кубке мира тольяттинская четвёрка стала второй в многоборье и динамических упражнениях и третьей в балансовых.
В 1990 году в четверке из В. Амбролидзе, И. Якушова и Д. Усанова стал чемпионом мира в многоборье и динамических упражнениях и серебряным призёром в балансовых упражнениях и чемпионом Европы во всех трёх дисциплинах.
Обладатель Кубка мира 1991 года.